# Воронцова Єлизавета Ксаверівна
Єлизаве́та Ксаве́рівна Воронцо́ва (до шлюбу Брани́цька; рос. Елизавета Ксаверьевна Воронцова; 1792, Біла Церква — 15(27) квітня 1880, Одеса) — графиня, найясніша княгиня (1852) Росії польського походження. Одна з найвідоміших жінок України та Росії свого часу. Дочка Франциска-Ксаверія Браницького та його дружини Олександри (до шлюбу Енгельгардт), племінниці князя Григорія Потьомкіна. Дружина Михайла Воронцова. Нагороджена орденом святої Катерини малого хреста (1823), Катерининською стрічкою з великим хрестом (1850).

## Біографія
Змалку мешкала з матір'ю при дворі російської імператриці Катерини II. Надалі, після смерті імператриці в листопаді 1796 року, дитинство й отроцтво провела в Білій Церкві. 3(15) листопада 1807 року разом із сестрою Зофією стала фрейліною, залишаючись удома.
1819 року в Парижі Єлизавета Браницька повінчалася з графом Михайлом Воронцовим. У посаг вона, зокрема, дістала Мошногородищенський маєток Черкаського повіту Київської губернії, села Демківці та Почапинці Кам'янецького повіту Подільської губернії (нині Чемеровецького району Хмельницької області).
1823 року в Одесі познайомилася з поетом Олександром Пушкіним, який невдовзі закохався в неї. З Воронцовою пов'язана низка віршів поета. Серед них «Храни меня, мой талисман» (1824—1825), «Желание славы» (1825), «Талисман» (1827), «Прощание» (1830).
Відвідувала білоцерківську «Олександрію». Після смерті матері успадкувала чимало українських земель. Виїжджала з чоловіком за кордон. Під їхнім наглядом збудовано й облаштовано Воронцовський палац на Миколаївському (Приморському) бульварі в Одесі та Алупкинський маєток у Криму.
Як доброчинниця організувала Новоросійське жіноче товариство опіки бідних, ініціювала видання альманаху «Подарок бедным» (Одеса, 1834), підтримувала місцеві жіночі школи. 30 000 рублів пожертвувала на утворення сільських банків (відсотки з цього капіталу пішли на утримання Мошнянської та Городищенської лікарень). Під час кавказького намісництва свого чоловіка мешкала в Тифлісі (нині Тбілісі, Грузія), де заснувала виховний заклад святої Ніни для дівчат, надавши 100 000 руб. У середині 1850-х років повернулася до Одеси. Виконувала обов'язки статс-дами при імператриці Марії Олександрівні.
Мала шестеро дітей, з яких четверо померло у віці від кількох днів до десяти років.
Є відомості, що з українським поетом Степаном Руданським, котрий як лікар навідувався до Воронцових з Ялти в Алупку, розмовляла українською мовою.  Як відомо, Руданський тривалий час поєднував обов'язки міського лікаря Ялти, завідуючого лікарнею з обов'язками лікаря в алупкинській економії князя Воронцова. 
Померла у місті Одеса. Похована в кафедральному Спасо-Преображенському соборі.

## Вшанування пам'яті
У місті Одеса є вулиця Єлісаветинська.